# Dameon Pierce
Dameon Pierce (Bainbridge, Georgia, 19 de febrero de 2000) es un jugador profesional estadounidense de fútbol americano, se desempeña en la posición de running back en Houston Texans, en la National Football League (NFL).

## Carrera
Fue seleccionado en la cuarta ronda en la Reunión Anual de Selección de Jugadores de la NFL de 2022. Hizo su debut profesional con el equipo Houston Texans, donde lleva jugando dos temporadas.